# 리벳

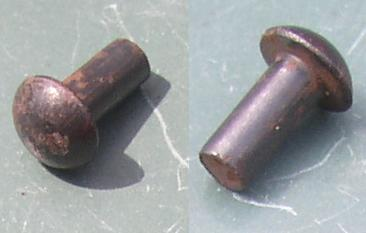

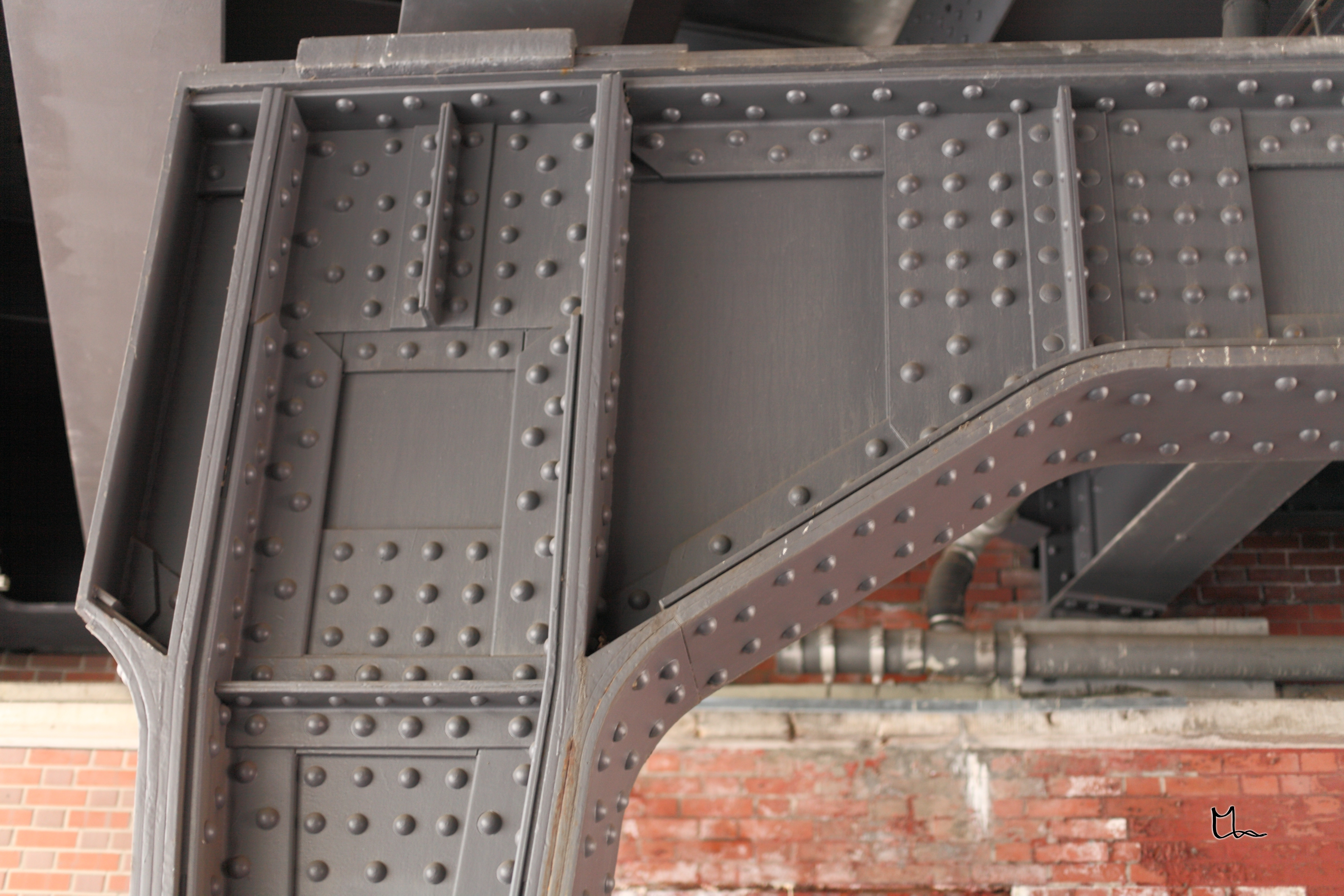
리벳을 친 예시.

리벳 또는 대갈못(문화어: 맞머리못; 영어: rivet)은 대가리가 두툼한 굵은 못으로, 철판을 고정할 때 쓰인다.

## 토목구조물에서의 사용
대한민국에서 1960년대까지는 강(鋼) 교량 등의 토목구조물에 자주 사용했었다. 그러나 최근에는 고장력 볼트나 용접이 주로 쓰인다. 리벳의 문제점은 현장 작업자 숙련도가 필요하다는 점, 작업 시 소음이 생긴다는 점, 리벳 강도가 모재(母材) 강도보다 떨어지는 때가 있다는 점이 꼽힌다. KDS 14 30 25 :2019 강구조 연결 설계기준(허용응력설계법)에만 있고 하중저항계수 설계법에는 나오지 않는다.

## 같이 보기
- 강재
- 강구조 공학